# The Man in the Moone
The Man in the Moone é uma obra do bispo da Igreja Anglicana inglês Francis Godwin (1562–1633), descrevendo uma "viagem de descoberta utópica". Considerado por muito tempo como um de seus primeiros trabalhos, acredita-se que tenha sido escrito no final da década de 1620. Foi publicado pela primeira vez postumamente em 1638 sob o pseudônimo de Domingo Gonsales. A obra é notável por seu papel no que foi chamado de "nova astronomia", o ramo da astronomia influenciado especialmente por Nicolau Copérnico. Embora Copérnico seja o único astrônomo mencionado pelo nome, o livro também se baseia nas teorias de Johannes Kepler e William Gilbert. As teorias astronômicas de Godwin foram grandemente influenciadas pelo Sidereus Nuncius de Galileu Galilei (1610), mas ao contrário de Galileu, Godwin propõe que as manchas escuras na Lua são mares, um dos muitos paralelos com Somnium sive opus posthumum de astronomia lunari de Kepler de 1634.
Gonsales é um espanhol que foi forçado a fugir do país depois de matar um homem em uma batalha. Tendo feito fortuna nas Índias Orientais, ele decide voltar para a Espanha, mas adoece na viagem de volta para casa e parte para a ilha de Santa Helena para se recuperar. Lá ele descobre a gansa, uma espécie de cisne selvagem capaz de transportar cargas substanciais, e inventa um dispositivo que lhe permite aproveitá-los juntos a voarem ao redor da ilha. Uma vez totalmente recuperado, Gonsales retoma sua jornada para casa, mas seu navio é atacado por uma frota inglesa na costa de Tenerife. Ele usa sua máquina voadora para escapar para a costa, mas, assim que aterrissou com segurança, ele é abordado por nativos hostis e é forçado a decolar novamente. Desta vez, seus pássaros voam cada vez mais alto, em direção à Lua, que alcançam após uma jornada de doze dias. Lá Gonsales encontra os lunares, um povo cristão alto que habita o que parece ser um paraíso utópico. Depois de seis meses vivendo entre eles, Gonsales fica com saudades de casa e, preocupado com a condição de seus pássaros, parte para retornar à Terra. Ele desembarca na China, onde é imediatamente preso como mágico, mas depois de aprender a língua consegue conquistar a confiança do mandarim local. A história termina com Gonsales encontrando um grupo de missionários jesuítas, que providenciam para que um relato escrito de suas aventuras seja enviado de volta à Espanha.
Alguns críticos consideram The Man in the Moone, juntamente com Somnium de Kepler, uma das primeiras obras de ficção científica. O livro era bem conhecido no século XVII, e até inspirou paródias de Cyrano de Bergerac e Aphra Behn, mas foi negligenciado na história crítica. Estudos recentes se concentraram nas teorias da linguagem de Godwin, a mecânica da viagem lunar e sua posição religiosa e simpatias, conforme evidenciado no livro.

## Antecedentes e contexto
Godwin, filho de Thomas Godwin, bispo de Bath e Wells, foi eleito aluno da Christ Church, Oxford, em 1578, de onde recebeu seus diplomas de bacharelado (1581) e mestrado (1584) em artes; depois de entrar na igreja, ele se tornou Bacharel (1594) e Doutor em Divindade (1596). Ganhou destaque (mesmo internacionalmente) em 1601 ao publicar Catalogue of the Bishops of England since the first planting of the Christian Religion in this Island, o que possibilitou sua rápida ascensão na hierarquia da Igreja. Durante sua vida, ele era conhecido como historiador.

### Avanços científicos e especulação lunar

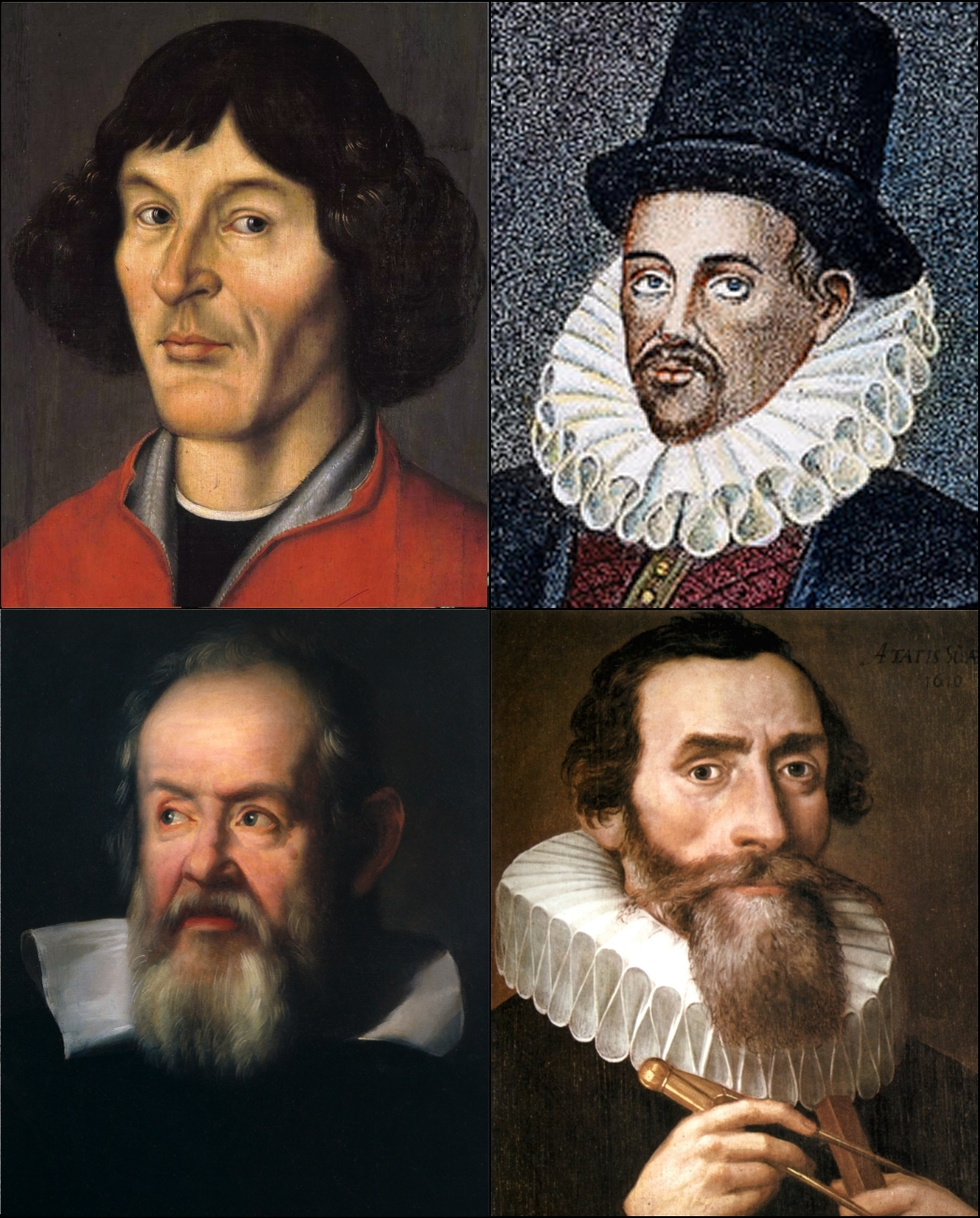
No sentido horário, a partir do canto superior esquerdo: Copérnico, Gilberto, Kepler, Galileu

O livro de Godwin apareceu em uma época de grande interesse na Lua e fenômenos astronômicos, e de importantes desenvolvimentos na observação celeste, matemática e mecânica. A influência pessoal de Nicolau Copérnico levou ao que foi chamado de "nova astronomia"; Copérnico é o único astrônomo que Godwin menciona pelo nome, mas as teorias de Johannes Kepler e William Gilbert também são discerníveis. A obra publicada em 1610 de Galileu Galilei, intitulado Sidereus Nuncius (geralmente traduzida como "O Mensageiro Sideral") teve uma grande influência nas teorias astronômicas de Godwin, embora Godwin tivesse proposto (ao contrário de Galileu) que as manchas escuras na Lua são mares, um dos muitos semelhanças entre The Man in the Moone e Somnium sive opus posthumum de astronomia lunaris de Kepler de 1634 ("O Sonho, ou Trabalho Póstumo sobre Astronomia Lunar").
A especulação sobre a habitação lunar não era novidade no pensamento ocidental, mas intensificou-se na Inglaterra durante o início do século XVII: a tradução de Philemon Holland de Moralia de Plutarco em 1603 introduziu a especulação greco-romana no vernáculo inglês, e poetas como Edmund Spenser propuseram que outros mundos, incluindo a Lua, poderiam ser habitados. Tal especulação foi motivada também pela expansão da visão geográfica do mundo. Na década de 1630, foi visto a publicação de uma obra traduzida Verdadeira História, de Luciano de Samósata (1634), contendo dois relatos de viagens à Lua, e uma nova edição do Orlando Furioso, do poeta italiano Ariosto, também apresentando uma ascensão à Lua. Em ambos os livros a Lua é habitada, e este tema recebeu uma importância religiosa explícita por escritores como John Donne, que em Ignatitus His Conclave (1611, com novas edições em 1634 e 1635) satirizou uma "igreja lunática" na Lua fundada por Lúcifer e os jesuítas. A especulação lunar atingiu o auge no final da década, com a publicação de The Man in the Moone (1638), de Godwin, e The Discovery of a World in the Moone, de John Wilkins (também em 1638, e revisado em 1640).

### Evidências sobre ano de publicação

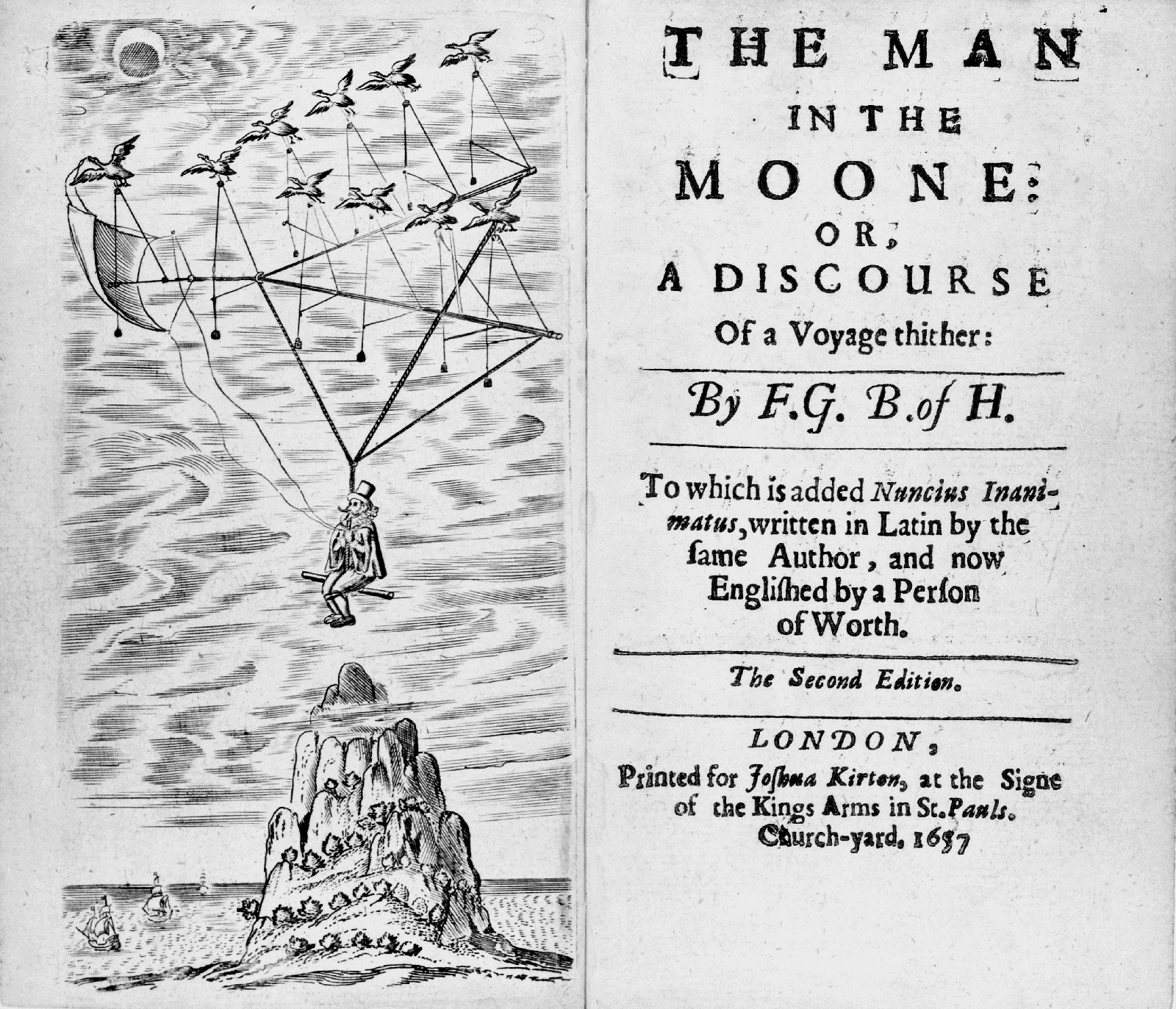
Frontispício e primeira página da segunda edição (1657), agora com o pseudônimo substituído por "FGB de H." ("Francis Godwin, Bispo de Hereford")

Até que Grant McColley, um historiador da literatura inglesa moderna, publicou a obra "The Date of Godwin's Domingo Gonsales " em 1937, pensava-se que Godwin escreveu The Man in the Moone relativamente cedo em sua vida – talvez durante seu tempo na Igreja de Cristo de 1578 a 1584, ou talvez até 1603. Mas McColley propôs uma data muito posterior de 1627 ou 1628, com base em evidências internas e biográficas. Uma série de ideias sobre as propriedades físicas da Terra e da Lua, incluindo alegações sobre "uma propriedade secreta que opera de maneira semelhante à de um magneto atraindo ferro", não apareceu até depois de 1620. E Godwin parece tomar emprestado o conceito de usar um bando de pássaros fortes e treinados para voar com Gonsales à Lua de Sylva sylvarum ("História Natural"), de Francis Bacon, publicado em julho de 1626. Todas essas evidências apoiam o registro de McColley de "1626–1629, com os prováveis anos de lançamento de 1627–1628", que agora é geralmente aceito.
William Poole, em sua edição de 2009 de The Man in the Moone, forneceu evidências adicionais para um ano de publicação. Para ele, Godwin provavelmente obteve seu conhecimento da missão jesuíta na China (fundada em 1601) a partir de uma edição de 1625 intitulada Purchas his Pilgrimage, de Samuel Purchas. Este livro contém uma redação de De Christiana expedição apud Sinas suscepta ab Societate Jesu (1615), de Nicolas Trigault, traduzido como "Sobre a expedição cristã à China realizada pela Companhia de Jesus", que é uma redação de um manuscrito do padre jesuíta Matteo Ricci. Poole também vê a influência do acadêmico Robert Burton, que no segundo volume de The Anatomy of Melancholy especulou sobre a obtenção de conhecimento astronômico através da observação telescópica (citando Galileu) ou de viagens espaciais (Lucian). Aparecendo pela primeira vez na edição de 1628 de Anatomy, esta contém uma seção sobre os períodos orbitais, que dá a Marte um período de três anos – se Godwin tivesse usado o De Magnete (1600) de William Gilbert para esse detalhe, ele teria encontrado um período marciano de dois anos. Finalmente, Poole aponta para o que ele chama de "dívida genética": enquanto detalhes sobre, por exemplo, o período marciano poderia ter vindo de algumas outras fontes, Burton e Godwin são os dois únicos escritores da época a combinar um interesse em vida alienígena com as crianças verdes de Woolpit, de um relato do século XII de duas misteriosas crianças verdes encontradas em Suffolk. Poole vê esta referência como forte evidência da confiança de Godwin em Burton.
Uma das "grandes dívidas intelectuais" de Godwin é com o De Magnete de Gilbert, no qual Gilbert argumentou que a Terra era magnética, embora ele possa ter usado uma conta derivada de Mark Ridley ou um livro geográfico de Nathanael Carpenter. É improvável que Godwin pudesse ter reunido evidências em primeira mão usadas para narrar os eventos em seu livro (como os detalhes da viagem de Gonsales de volta do Oriente, especialmente uma descrição de Santa Helena e sua importância como local de descanso para marinheiros doentes), e mais provavelmente ele confiava em aventuras de viagem e outros livros. Ele usou o De Christiana Expeditione apud Sinas (1615), de Trigault, baseado em um manuscrito de Matteo Ricci, o fundador da missão jesuíta em Pequim em 1601, para obter informações sobre essa missão. Os detalhes relativos à viagem marítima e a Santa Helena provavelmente vieram do relato de Thomas Cavendish sobre sua circunavegação do mundo, disponível em Principal Navigations de Richard Hakluyt (1599–1600) e em Purchas His Pilgrimage, publicado pela primeira vez em 1613. Informações sobre a Guerra dos Oitenta Anos, o cenário histórico para o início da carreira de Gonsales, provavelmente vieram dos acervos de Emanuel van Meteren, um historiador holandês que trabalhava em Londres.

### Obras traduzidas em inglês

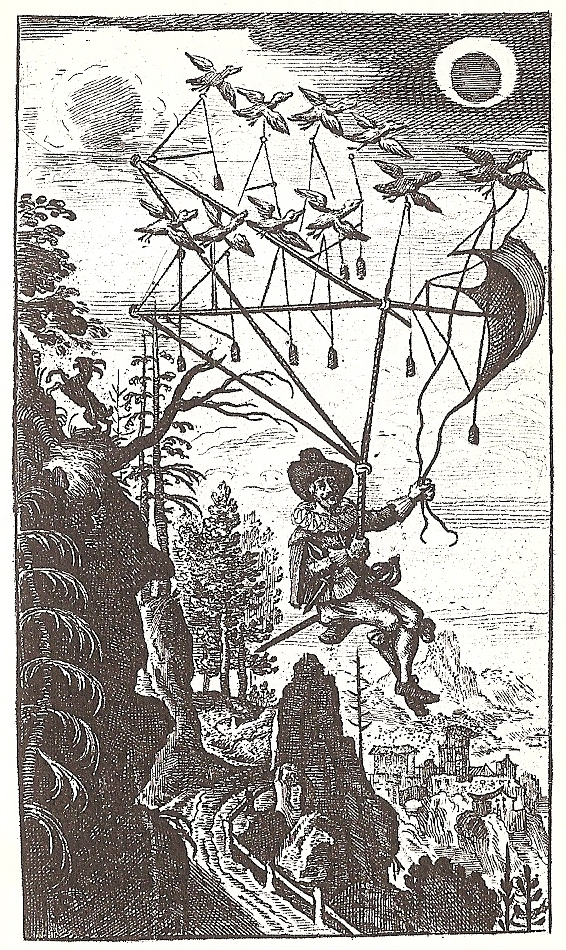
Frontispício de Der Fliegende Wandersmann nach dem Mond, 1659

McColley conhecia apenas uma cópia restante da primeira edição, mantida no Museu Britânico (agora Biblioteca Britânica), que foi a base para sua edição de 1937 de The Man in the Moone e Nuncius Inanimatus, uma obra criticada pela crítica literária Kathleen Tillotson como carente de cuidado e consistência textual. A resenha de HW Lawton, publicada seis anos antes, menciona uma segunda cópia na Biblioteca Nacional da França, uma omissão também observada por Tillotson.
Para o texto de sua edição de 2009, William Poole comparou uma cópia na Biblioteca Bodleiana, em Oxford, com a da Biblioteca Britânica. O tipógrafo da primeira edição de The Man in the Moone é identificado na folha de rosto como John Norton, e o livro foi vendido por Joshua Kirton e Thomas Warren. Também inclui uma epístola de apresentação da obra e atribuída a "E.M", talvez o fictício Edward Mahon identificado no Stationer's Register [en] como o tradutor do original em espanhol. Poole especula que este Edward Mahon pode ser Thomas ou Morgan Godwin, dois dos filhos do bispo que trabalharam com o pai em telegrafia, mas acrescenta que o terceiro filho de Godwin, Paul, também pode estar envolvido. A revisão parcial do manuscrito (a primeira metade tem datas de acordo com o calendário gregoriano, a segunda metade ainda segue o calendário juliano substituído) indica um manuscrito inacabado, que Paul pode ter adquirido após a morte de seu pai e passado para seu ex-colega Joshua Kirton: Paul Godwin e Kirton foram aprendizes do mesmo tipógrafo, John Bill, e trabalharam lá juntos por sete anos. Paul pode ter simplesmente continuado o embuste "E.M" sem saber, e/ou pode ter sido responsável pela revisão parcial do manuscrito. À segunda edição, publicada em 1657, foi adicionado o Nuncius Inanimatus de Godwin (em inglês e latim; publicado pela primeira vez em 1629). A terceira edição foi publicada em 1768; seu texto foi abreviado, e uma descrição de Santa Helena (pelo tipógrafo Nathaniel Crouch) funcionou como uma introdução.
Uma tradução francesa de Jean Baudoin, L'Homme dans la Lune, foi publicada em 1648 e republicada mais quatro vezes. Esta versão francesa retirou as seções da narrativa sobre o Cristianismo Lunar, assim como as muitas traduções baseadas nela, incluindo a tradução alemã incorretamente atribuída a Hans Jakob Christoffel von Grimmelshausen, Der fliegende Wandersmann nach dem Mond, 1659. Johan van Brosterhuysen (c. 1594–1650) traduziu o livro para o holandês, e uma tradução holandesa – possivelmente de Brosterhuysen, embora a atribuição seja incerta – passou por sete edições no Países Baixos entre 1645 e 1718. A segunda edição de 1651 e as edições subsequentes incluem uma continuação de autoria desconhecida relatando as aventuras de Gonsales.

## Enredo
A história é escrita como uma narrativa em primeira pessoa a partir da perspectiva de Domingo Gonsales, o autor fictício do livro. Em seu discurso de abertura ao leitor, o tradutor igualmente ficcional "E.M" promete "um ensaio de "fantasia", onde a "invenção" é mostrada com "julgamento". Gonsales é um cidadão da Espanha, forçado a fugir para as Índias Orientais depois de matar um homem em uma batalha. Lá ele prospera negociando joias e, tendo feito fortuna, decide retornar à Espanha. Em sua viagem para casa, ele fica gravemente doente, e ele e um servo negro Diego são desembarcados em Santa Helena, uma ilha remota com reputação de ar "temperado e saudável". A escassez de alimentos força Gonsales e Diego a viver a alguns quilômetros de distância, mas Gonsales cria uma variedade de sistemas para permitir que eles se comuniquem. Eventualmente, ele passa a confiar em uma espécie de pássaro que ele descreve como uma espécie de cisne selvagem, um gansa, para levar mensagens e provisões entre ele e Diego. Gonsales gradualmente percebe que esses pássaros são capazes de carregar fardos substanciais e resolve construir um dispositivo pelo qual vários deles, amarrados juntos, possam suportar o peso de um homem, permitindo que ele se mova pela ilha de forma mais conveniente. Após um voo de teste bem-sucedido, ele decide retomar sua viagem para casa, esperando que ele possa "encher o mundo com a fama de [sua] glória e renome". Mas em seu caminho de volta para a Espanha, acompanhado por seus pássaros e o dispositivo que ele chama de Motor, seu navio é atacado por uma frota inglesa na costa de Tenerife e ele é forçado a escapar voando.
Depois de pousar brevemente em Tenerife, Gonsales é forçado a decolar novamente pela aproximação iminente de nativos hostis. Mas em vez de voar para um lugar seguro entre os habitantes espanhóis da ilha, as gansas voam cada vez mais alto. No primeiro dia de seu voo, Gonsales encontra "ilusões de 'Demônios e Espíritos Malignos'" na forma de homens e mulheres, com alguns dos quais ele consegue conversar. Eles lhe fornecem comida e bebida para sua viagem e prometem deixá-lo em segurança na Espanha, se ele se juntar à sua "Fraternidade" e "entrar nos convênios que eles fizeram com seu capitão e mestre, a quem eles não nomeariam". Gonsales recusa sua oferta e, após uma jornada de 12 dias, chega à Lua. De repente, sentindo muita fome, ele abre as provisões que recebeu no caminho, apenas para encontrar nada além de folhas secas, pelos de cabra e esterco de animal, e que seu vinho "fede como mijo de cavalo". Ele logo é descoberto pelos habitantes da Lua, os lunares, que ele descobre serem cristãos altos que desfrutam de uma vida feliz e despreocupada em uma espécie de paraíso pastoral. Gonsales descobre que a ordem é mantida neste estado aparentemente utópico trocando crianças delinquentes por crianças terrestres.
Os lunares falam uma língua que consiste "não tanto de palavras e letras, mas de melodias e sons estranhos", na qual Gonsales consegue ganhar alguma fluência depois de alguns meses. Cerca de seis meses após sua chegada, Gonsales fica preocupado com a condição de suas gansas, três dos quais morreram. Temendo que nunca mais possa voltar à Terra e ver seus filhos novamente se demorar mais, ele decide se despedir de seus compatriotas, levando consigo um presente de pedras preciosas do monarca supremo da Lua, Irdonozur. As pedras são de três tipos diferentes: Poleastis, que pode armazenar e gerar grandes quantidades de calor; Macbrus, que gera grande quantidade de luz; e Ebelus, que quando um lado da pedra é preso à pele torna um homem sem peso, ou metade do peso novamente se o outro lado for tocado.
Gonsales atrela suas gansas ao seu motor e deixa a Lua em 29 de março de 1601. Ele aterriza na China cerca de nove dias depois, sem reencontrar as ilusões de homens e mulheres que tinha visto na sua viagem de ida e com a ajuda do seu Ebelus, que ajuda os pássaros a não caírem na Terra à medida que o peso de Gonsales e o seu Motor ameaça se tornar demais para eles. Ele é rapidamente preso e levado perante o mandarim local, acusado de ser um mago, e como resultado é confinado no palácio do mandarim. Ele aprende a falar o dialeto local do chinês e, após alguns meses de confinamento, é convocado perante o mandarim para prestar contas de si mesmo e de sua chegada à China, o que lhe rende a confiança e o favor do mandarim. Gonsales ouve falar de um grupo de jesuítas e recebe permissão para visitá-los. Ele escreve um relato de suas aventuras, que os jesuítas mandam de volta para a Espanha. A história termina com o desejo fervoroso de Gonsales de que um dia ele possa retornar à Espanha, e "que enriquecendo meu país com o conhecimento desses mistérios ocultos, eu possa pelo menos colher a glória de meus afortunados infortúnios".

## Temas abordados

### Religião
A história se passa durante o reinado da rainha Isabel I, um período de conflito religioso na Inglaterra. Não só havia a ameaça de um ressurgimento católico, mas também havia disputas dentro da Igreja Protestante. Quando Gonsales encontra os lunares pela primeira vez, ele exclama "Jesu Maria", no qual os lunares caem de joelhos, mas, embora reverenciem o nome de Jesus, não estão familiarizados com o nome Maria, sugerindo que são protestantes e não católicos; Poole é da mesma opinião: "sua falta de reação ao nome de Maria sugere que eles não caíram nos erros da Igreja Católica, apesar de algumas instituições de aparência católica na Lua". Começando na década de 1580, quando Godwin era estudante na Universidade de Oxford, muitas publicações criticando o governo da Igreja da Inglaterra circularam amplamente, até que em 1586 a censura foi introduzida, resultando na controvérsia de Martin Marprelate. Este foi o nome usado pelo autor ou autores anônimos dos panfletos ilegais de ataque à Igreja publicados entre 1588 e 1589. Vários comentaristas, incluindo Grant McColley, sugeriram que Godwin se opôs fortemente à imposição de censura, expressa na esperança de Gonsales de que a publicação de seu relato não seja "prejudicial à fé católica". John Clark sugeriu que a controvérsia de Martin Marprelate pode ter inspirado Godwin a dar o nome de Martin ao deus dos lunares, mas como um bispo da Igreja da Inglaterra, talvez seja improvável que ele fosse geralmente simpático à posição de Martin Marprelate. Os críticos não concordam quanto à denominação precisa dos lunares de Godwin. Em contrapartida com Clark e Poole, David Cressy argumenta que os lunares caindo de joelhos após a exclamação de Gonsales (um ritual semelhante ocorre na corte de Irdonozur) é evidência de "uma forma bastante mecânica de religião (como a maioria dos contemporâneos protestantes de Godwin julgavam o Catolicismo romano)".
Quando The Man in the Moone foi publicado, a discussão sobre a pluralidade de mundos começou a favorecer a possibilidade de vida extraterrestre. Para os pensadores cristãos, tal pluralidade está intimamente ligada a Cristo e sua redenção do homem: se existem outros mundos, eles compartilham uma história semelhante, e Cristo também os redime em seu sacrifício. De acordo com Philipp Melanchthon, um teólogo do século XVI que trabalhou em estreita colaboração com Martinho Lutero, "Não se deve imaginar que existem muitos mundos, porque não se deve imaginar que Cristo morreu ou ressuscitou com mais frequência, nem deve ser imaginado pensar que em qualquer outro mundo, sem o conhecimento do filho de Deus, os homens seriam restaurados para a vida eterna". Comentários semelhantes foram feitos pelo teólogo calvinista Lambert Daneau. Na metade do século XVII, a questão parece ter sido resolvida em favor de uma possível pluralidade, que foi aceita por Henry More e Aphra Behn, entre outros; "em 1650, o exame elizabetano de Oxford questiona um sint plures mundi? ('podem ser muitos mundos?' – para a qual a resposta aristotélica correta era 'não') foi substituída pela tese da disputa quod Luna sit habitabilis ('que a Lua poderia ser habitável' – que pode ser respondido 'provavelmente' se não 'sim')".

### Linguagem lunar

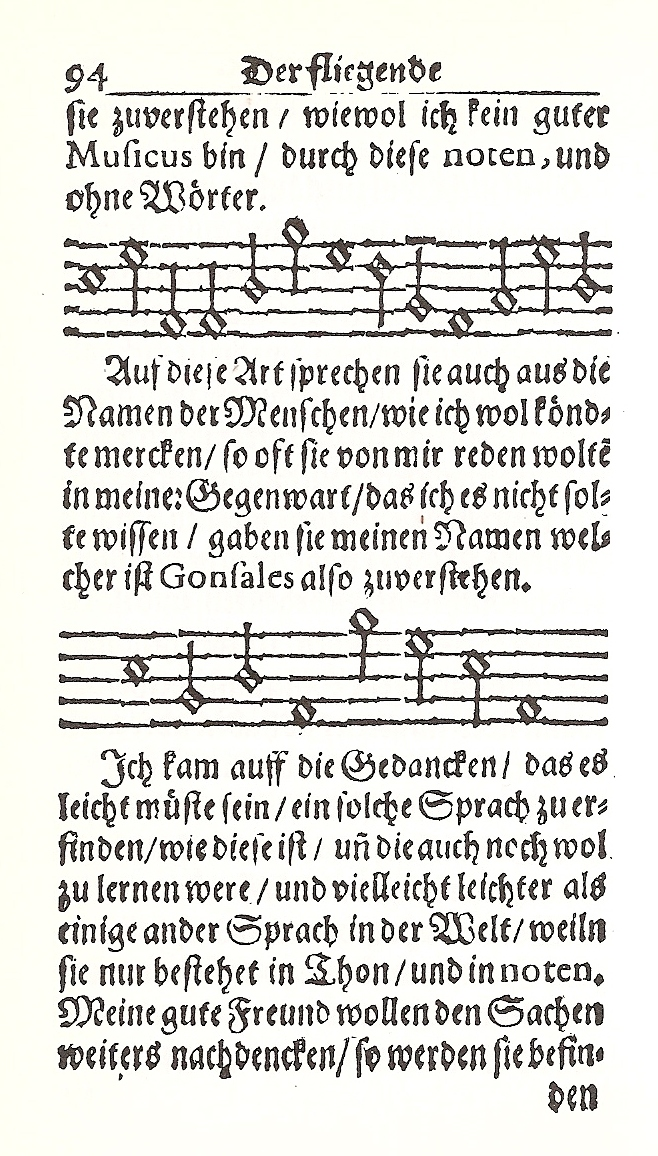
Transcrição da linguagem lunar, edição alemã de 1659

Godwin teve um interesse vitalício em linguagem e comunicação (como é evidente nos vários meios de comunicação de Gonsales com seu servo Diego em Santa Helena), e esse foi o tema de seu Nuncius inanimatus (1629). A linguagem que Gonsales encontra na Lua não tem relação com nenhuma com a qual ele esteja familiarizado, e ele leva meses para adquirir fluência suficiente para se comunicar adequadamente com os habitantes. Embora seu vocabulário pareça limitado, suas possibilidades de significado são multiplicadas, pois o significado das palavras e frases também depende do tom. As línguas artificiais foram elementos importantes de relatos fantásticos anteriores, como Utopia de Thomas More; Gargantua e Pantagruel de François Rabelais e Mundus Alter et Idem de Joseph Hall, todos livros com os quais Godwin estava familiarizado. P. Cornelius, em um estudo de línguas inventadas em relatos de viagens imaginários dos séculos XVII e XVIII, propõe que uma linguagem perfeita e racionalmente organizada é indicativa do racionalismo do Iluminismo. Como argumenta H. Neville Davies, a linguagem imaginária de Godwin é mais perfeita do que, por exemplo, a de More em um aspecto: é falada em toda a Lua e não sofreu com a dispersão terrestre de línguas causada pela queda da Torre de Babel.
Uma das referências de Godwin para sua linguagem lunar foi De Christiana Expeditione apud Sinas, de Trigault. Gonsales fornece dois exemplos de frases faladas, escritas em uma cifra que, mais tarde, foi explicada por John Wilkins em Mercury, ou The Secret and Swift Messenger (1641). O relato de Trigault sobre a língua chinesa deu a Godwin a ideia de atribuir tonalidade à língua lunar e de apreciá-la na língua falada pelos mandarins chineses que Gonsales encontra após seu retorno à Terra. Por outro lado, Gonsales afirma que, com a multiplicidade de línguas na China (tornando seus falantes mutuamente ininteligíveis), a língua dos mandarins é universal em virtude da tonalidade (ele a suprime nas outras variedades de chinês). Assim, os mandarins são capazes de manter uma superioridade cultural e espiritual semelhante à da classe alta lunar, que deve ser colocada com a variedade de línguas faladas em uma Europa fraturada e moralmente degenerada e em outros lugares. Knowlson argumenta que usar o termo "linguagem" é exagerar o caso, e que cifra é o termo apropriado: "Apesar das afirmações de Godwin, esta 'linguagem' musical não é de fato uma linguagem, mas simplesmente uma cifra em que as letras de uma língua existente podem ser transcritas". Ele sugere que a fonte de Godwin pode ter sido um livro de Joan Baptista Porta, cujo De occultis literarum notis (1606) contém "uma descrição exata do método que ele deveria adotar".

## Gênero
O gênero do livro foi categorizado de várias maneiras. Quando foi publicado pela primeira vez, o gênero literário de fantasia utópica estava em sua infância, e os críticos reconheceram como Godwin usou um cenário utópico para criticar as instituições de seu tempo: a Lua era "a perspectiva ideal para ver a Terra" e suas "atitudes morais e instituições sociais", segundo Maurice Bennett. Outros críticos se referiram ao livro como "utopia", "Utopia renascentista" ou "aventura picaresca". Enquanto alguns críticos afirmam que é uma das primeiras obras de ficção científica, não há um consenso geral de que seja mesmo "protoficção científica".
Os primeiros comentaristas reconheceram que o livro é uma espécie de romance picaresco, e as comparações com Dom Quixote eram feitas já em 1638. Tanto na estrutura quanto no conteúdo, The Man in the Moone lembra um pouco a novela anônima espanhola Lazarillo de Tormes (1554); ambos os livros começam com uma genealogia e começam em Salamanca, apresentando um homem que viaja de mestre em mestre em busca de sua fortuna. Mas a maioria dos críticos concorda que o modo picaresco não é sustentado no livro todo e que Godwin intencionalmente alcança uma "transformação genérica".
O livro de Godwin segue uma tradição venerável de literatura de viagem que combina a emoção de viagens a lugares estrangeiros com reflexão utópica; A Utopia, de More, é citada como precursora, assim como o relato de Américo Vespúcio. Godwin pôde recorrer a um extenso corpo de trabalho descrevendo as viagens empreendidas por seu protagonista, incluindo livros de Hakluyt e Jan Huyghen van Linschoten, e as narrativas derivadas da missão jesuíta em Pequim.

## Recepção e influência
The Man in the Moone foi publicado cinco meses depois de The Discovery of a World in the Moone por John Wilkins, mais tarde bispo de Chester. Wilkins referiu-se a Godwin uma vez, em uma discussão sobre manchas na Lua, mas não ao livro de Godwin. Na terceira edição de The Discovery (1640), no entanto, Wilkins fornece um resumo do livro de Godwin e, posteriormente, em Mercury (1641) ele comenta sobre The Man in the Moone e Nuncius Inanimatus, dizendo que "o texto anterior poderia ser usado para desvendar os segredos deste último". The Man in the Moone rapidamente se tornou uma "fonte de humor e paródia" internacional: Cyrano de Bergerac, usando a tradução de Baudoin de 1648, parodiou-o em L'Autre Monde: où les États et Empires de la Lune (1657); o viajante de Cyrano chega a conhecer Gonsales, que ainda está na Lua, "degradado ao status de macaco de estimação". Foi uma das inspirações para o que foi chamado de primeiro texto de ficção científica nas Américas, Syzygies and Lunar Quadratures Aligned to the Meridian of Mérida of the Yucatán by an Anctitone or Inhabitant of the Moon... de Manuel António de Rivas (1775). A língua de Laputa de Jonathan Swift, que era um parente distante de Godwin, pode ter sido influenciada por The Man in the Moone, diretamente ou através de Cyrano de Bergerac.
The Man in the Moone tornou-se uma fonte popular para "drama cômico e ópera muitas vezes extravagantemente encenados", incluindo The Emperor of the Moon, de Aphra Behn, uma peça de 1687 "inspirada por... a terceira edição de [The Man in the Moone], e a tradução inglesa da obra de Cyrano", e The World in the Moon, de Elkanah Settle (1697). A obra Wonders in the Sun: the Kingdom of the Birds, de Thomas D'Urfey (1706), foi "realmente uma sequência, estrelada por Domingo e Diego". Sua popularidade não se limitou ao inglês; uma comédia holandesa, Don Domingo Gonzales de Man in de maan, anteriormente considerado como tendo sido escrito por Maria de Wilde, foi publicado em 1755.
A influência do livro continuou no século XIX. O escritor Edgar Allan Poe, em um apêndice de "The Unparalleled Adventure of One Hans Pfaall", chamou-o de "um pequeno livro singular e um tanto engenhoso". Poe assumiu que o autor era francês, uma suposição também feita por Júlio Verne em seu Da Terra à Lua (1865), sugerindo que eles podem estar usando a tradução de Baudoin. The First Men in the Moon (1901), de HG Wells, tem vários paralelos com a fantasia de Godwin, incluindo o uso de uma pedra para induzir a ausência de peso. No entanto, The Man in the Moone recebeu apenas "consideração morna em diferentes histórias da literatura inglesa", e sua importância é minimizada nos estudos da literatura utópica. Utopian Thought in the Western World, de Frank E. Manuel e Fritzie P. Manuel (vencedor do National Book Award for Nonfiction de 1979) o menciona apenas de passagem, dizendo que Godwin "trata principalmente da mecânica do voo com a ajuda de uma tripulação de pássaros", e que The Man in the Moone, como os livros de Bergerac e Wilkins, carece de "alta seriedade e propósito moral unificado".
As aves de transporte de carga da Gonsales também deixaram sua marca. A entrada do Oxford English Dictionary para gansa diz: "Um dos pássaros (chamados em outros lugares 'cisnes selvagens') que atraiu Domingo Gonsales para a Lua no romance de Bp. F. Godwin". Para a etimologia sugere ganzæ, encontrado na tradução de Philemon Holland de 1601, História Natural, do escritor romano Plínio, o Velho. No século XVII, o astrônomo e cartógrafo holandês Michael van Langren ("Langrenus"), nomeou uma das crateras lunares para eles, Gansii, mais tarde alterada para Halley.

## Obras modernas publicadas
- The Man in the Moone: or a Discourse of a Voyage thither by Domingo Gonsales (em inglês), 1638. Facsimile reprint, Scolar Press, 1971.
- The Man in the Moone and Nuncius Inanimatus (em inglês), ed. Grant McColley. Smith College Studies in Modern Languages 19. 1937.[15] Repr. Logaston Press, 1996.
- The Man in the Moone. A Story of Space Travel in the Early 17th Century (em inglês), 1959.
- The Man in the Moone (em inglês), in Charles C. Mish, Short Fiction of the Seventeenth Century, 1963. Based on the second edition, with modernised text (an "eccentric choice").
- The Man in the Moone (em inglês), in Faith K. Pizor and T. Allan Comp, eds., The Man in the Moone and Other Lunar Fantasies. Praeger, 1971.[69]
- The Man in the Moone (em inglês), ed. William Poole. Broadview, 2009. ISBN 978-1-55111-896-3.

### Monografia sobreThe Man in the Moone
- Anke Janssen, Francis Godwins "The Man in the Moone": (em alemão). Peter Lang, 1981.[70]